# El Blancor
El Blancor és una muntanya de 2.079 metres que es troba al municipi de Montellà i Martinet, a la comarca de la Baixa Cerdanya.